# Світовий гірничий конгрес
Світовий гірничий конгрес (англ. World Mining Congress (WMC)) — міжнародний з'їзд працівників та дослідників гірничої справи, який скликається кожні 2-3 роки починаючи з 1958: тоді ж і відбувся перший конгрес у Варшаві, Польська Народна Республіка.
Світовий гірничий конгрес сприяє міжнародним контактам у галузі гірництва, координації гірничих робіт та наукових досліджень у гірничій галузі. Основні теми, які виносяться: розвиток видобутку мінералів у XXI ст., стратегії у гірництві, відкриті й підземні гірничі роботи, рудники майбутнього, нові технології переробки мінеральної сировини, морські гірничі технології, безпека робіт при гірничих роботах, екологія, мінеральна сировина (прогнозування та вимоги), людські ресурси в гірничій справі у XXI ст.
Крім світових проводяться також регіональні і національні гірничі конгреси

## Хронологія проведення конгресів
| №    | Дата                  | Девіз | Місце проведення                                        | Учасники                                         |
| ---- | --------------------- | --- | ------------------------------------------------------- | ------------------------------------------------ |
| 1-й  | 1958 р.               | Будівництво копалень                                                                                     | Варшава, Польська Народна Республіка                    | 750 делегатів, 13 країн                          |
| 2-й  | 1961 р.               | Вдосконалення у гірничій економіці                                                                       | Прага, Чехословацька Соціалістична Республіка           | 500 делегатів, 17 країн                          |
| 3-й  | 1963 р.               | Наука і техніка у боротьбі за безпеку у гірничій промисловості                                           | Зальцбург, Австрія                                      | 625 делегатів, 30 країн                          |
| 4-й  | 1965 р.               | Сучасна гірнича промисловість                                                                            | Лондон, Велика Британія                                 | 1600 делегатів, 42 країни                        |
| 5-й  | 1967 р.               | Технічний прогрес у гірничої промисловості                                                               | Москва, СРСР                                            | 2000 делегатів, 44 країни                        |
| 6-й  | 1970 р.               | Наука на службі гірничої промисловості                                                                   | Мадрид, Іспанія                                         | 2300 делегатів, 52 країни                        |
| 7-й  | 1972 р.               | Організація і управління у гірничій промисловості                                                        | Бухарест, Соціалістична Республіка Румунія              | 2000 делегатів, 49 країн                         |
| 8-й  | 1974 р.               | Прогноз розвитку до 2000 року                                                                            | Ліма, Перу                                              | 2400 делегатів, 55 країн                         |
| 9-й  | 1976 р.               | Експлуатація та збагачення мінеральної сировини в гірничій промисловості — ключ до прогресу              | Дюссельдорф, Федеративна Республіка Німеччина           | 1750 делегатів, 61 країна                        |
| 10-й | 1979 р.               | Гірнича промисловість і корисні копалини на службі людства                                               | Стамбул, Туреччина                                      | 1500 делегатів, 45 країн                         |
| 11-й | 1982 р.               | Мінеральна сировина — фактор світової економіки                                                          | Белград, Соціалістична Федеративна Республіка Югославія | 2350 делегатів, 56 країн                         |
| 12-й | 1984 р.               | Оптимальне використання твердих корисних копалин — проблеми та обмеження                                 | Нью-Делі, Індія                                         | 1550 делегатів, 47 країн                         |
| 13-й | 1987 р.               | Вдосконалення продуктивності праці у гірничій промисловості та у економіці в цілому на основі технології | Стокгольм, Швеція                                       | 1120 делегатів, 66 країн                         |
| 14-й | 1990 р.               | Гірнича промисловість для майбутнього — тенденції та прогнози                                            | Пекін, Китайська Народна Республіка                     | 2750 делегатів, 69 країн                         |
| 15-й | 1992 р.               | Перспективи гірничої промисловості                                                                       | Мадрид, Іспанія                                         | 1519 делегатів, 57 країн                         |
| 16-й | 1994 р.               | Гірнича промисловість на порозі XXI століття                                                             | Софія, Болгарія                                         | 1182 делегати, 54 країни                         |
| 17-й | 1997 р.               | Гірнича промисловість — основа цивілізації в мінливому світі                                             | Акапулько, Мексика                                      | 5774 делегати, 51 країна включав AIMMGM Congress |
| 18-й | 2000 р.               | Все починається з видобутку                                                                              | Лас-Вегас, США                                          | 36600 делегатів, 100 країн одночасно з MINEXPO   |
| 19-й | 2003 р.               | Гірнича промисловість у XXI столітті: Quo Vadis?                                                         | Нью-Делі, Індія                                         | 1300 делегатів, 47 країн                         |
| 20-й | 2005 р.               | Гірнича промисловість і сталий розвиток                                                                  | Тегеран, Іран                                           | 1200 делегатів, 23 країни                        |
| 21-й | 7-12 серпня 2008 р.   | Нові виклики та перспективи для гірничої промисловості                                                   | Краків, Польща                                          | 1202 делегати, 40 країн                          |
| 22-й | 11-16 вересня 2011 р. | Інновації та проблеми у гірничій промисловості                                                           | Стамбул, Туреччина                                      | 1500 делегатів, 40 країн                         |
| 23-й | 2013 р.               | Відображення майбутнього: досягнення у гірничій інженерії                                                | Монреаль, Канада                                        | 1500 делегатів                                   |
| 25-й | 2018 р.               | Інноваційна майстерність - крок уперед до розвитку гірництва                                             | Астана, Казахстан                                       | 2586 делегатів, 50 країн                         |
| 26-й | 26-29 червня 2023 р.  | Ресурси завтра: створення цінності для суспільства                                                       | Брисбен, Австралія                                      | 3426 делегатів, 71 країна                        |
| 27-й | 2026 р.               | | Перу                                                    | Анонсовнаний                                     |